# 4683 Veratar
A 4683 Veratar (ideiglenes jelöléssel 1976 GJ1) a Naprendszer kisbolygóövében található aszteroida. Nyikolaj Sztyepanovics Csernih fedezte fel 1976. április 1-én.